# 右京區
右京區（日语：／ Ukyō ku */?）是構成京都市的11區之一，為京都市內面積最大的區。南部是過去皇族與公家別莊的所在、現在主要為住宅區；西部和北部是山區，北部被稱為「京北」，屬於丹波高原，此區域的人口主要集中在桂川沿岸的盆地區域中。

## 人口
| 右京區人口變化 \| 1970年 \| 0人 \| \| \| 1975年 \| 197,196人 \| \| \| 1980年 \| 199,958人 \| \| \| 1985年 \| 201,359人 \| \| \| 1990年 \| 202,410人 \| \| \| 1995年 \| 204,680人 \| \| \| 2000年 \| 202,259人 \| \| \| 2005年 \| 202,356人 \| \| \| 2010年 \| 202,943人 \| \| \| 2015年 \| 204,262人 \| \| \| 2020年 \| 202,047人 \| \| |           |  |
| 資料來源：日本總務省統計中心提供之人口普查數據 |           |  |
| 1970年 | 0人       |  |
| 1975年 | 197,196人 |  |
| 1980年 | 199,958人 |  |
| 1985年 | 201,359人 |  |
| 1990年 | 202,410人 |  |
| 1995年 | 204,680人 |  |
| 2000年 | 202,259人 |  |
| 2005年 | 202,356人 |  |
| 2010年 | 202,943人 |  |
| 2015年 | 204,262人 |  |
| 2020年 | 202,047人 |  |

## 地理
- 河川：桂川（上桂川、保津川、保津峽）、天神川、有栖川、弓削川
- 山地：愛宕山、小倉山、岩田山

## 历史
在令制國時代，現在的右京區南部屬於山城國葛野郡，北部的京北地區屬於丹波國桑田郡。日本古代的渡來人氏族秦氏在2世紀來到日本後，以此區域為主要據點，後逐漸受到日本朝廷的重用，並建立了廣隆寺。
戰國時代以後，由於開始利用桂川進行水上運輸，位於桂川岸邊的嵯峨野發展為商業中心。北部的京北地區在江戶時代屬於園部藩和篠山藩。
1889年日本實施町村制後，分屬西院村、太秦村、京極村、梅津村、嵯峨村、下嵯峨村、花園村、梅畑村、周山村、弓削村、山國村、細野村、宇津村。1931年，葛野郡的嵯峨町、太秦村、花園村、西院村、梅津村、京極村、梅畑村、松尾村、桂村、川岡村被併入京都市，並將此區域設立新的區－右京區。
1950年至1959年期間，乙訓郡的大枝村和大原野村也先後被併入京都市，並劃入右京區，但在1976年，原屬大枝村、大原野村、松尾村、桂村、川岡村的區域被劃出新設立西京區。
2005年北桑田郡京北町被併入京都市，劃入右京區，此後右京區也成為京都市中面積最大的區。

## 交通

### 鐵路
京福電氣鐵道
- 嵐山本線：（至四條大宮站）← 西大路三條站 - 山之內站 - 蚕之社站 - 太秦廣隆寺站 - 帷子之辻車站 - 有栖川站 - 車折神社站 - 鹿王院站 - 嵐電嵯峨站 - 嵐山站
- 北野線：帷子之辻站 - 常盤站 - 鳴瀧站 - 宇多野站 - 御室仁和寺站 - 妙心寺站 - 龍安寺站 →（至北野白梅町站）

西日本旅客鐵道
- 嵯峨野線：（至京都站）←花園車站 - 太秦車站 - 嵯峨嵐山車站 →（至園部車站）

嵯峨野觀光鐵道
- 嵯峨野觀光線：小火車嵯峨車站 - 小火車嵐山車站 →（至小火車龜岡車站）

阪急電鐵
- 京都本線：（至十三站） ← 西京極站 - 西院站 →（至京都河原町站）

京都市營地下鐵
- 東西線：太秦天神川站 →（至二條站）

### 道路

#### 一般國道
- 國道9號
- 國道162號
- 國道477號

## 觀光資源
- 花園
  - 妙心寺 - 塔頭寺院、桂春院、春光院、退藏院
- 太秦
  - 廣隆寺
  - 東映太秦映畫村
- 梅津
  - 梅宮大社
- 衣笠
  - 龍安寺
- 御室
  - 仁和寺
- 鳴瀧
  - 了德寺
- 嵐山
  - 天龍寺
  - 渡月橋
  - 小倉山
  - 龜山公園
  - 美空雲雀館
  - 岩田山
- 京北
  - 常照皇寺
- 保津峽
- 水尾
- 京北
  - 常照皇寺
- 梅畑
  - 平岡八幡宮
- 嵯峨野
  - 常寂光寺
  - 化野念佛寺
  - 愛宕念佛寺
  - 落柿舎
  - 大覺寺
  - 清凉寺 (嵯峨釋迦堂)
  - 二尊院
  - 野宮神社
  - 車折神社
- 愛宕山
  - 愛宕神社
  - 月輪寺
  - 空也之瀧
- 高雄
  - 神護寺
- 槙尾
  - 西明寺
- 栂尾
  - 高山寺

## 教育

### 小學
| - 京都市立嵯峨小學校 - 京都市立廣澤小學校 - 京都市立嵐山小學校 - 京都市立水尾小學校（休校中） - 京都市立宕陰小學校 - 京都市立常磐野小學校 - 京都市立嵯峨野小學校 - 京都市立御室小學校 | - 京都市立宇多野小學校 - 京都市立花園小學校 - 京都市立高雄小學校 - 京都市立京北第一小學校 - 京都市立京北第二小學校 - 京都市立京北第三小學校 - 京都市立太秦小學校 - 京都市立南太秦小學校 | - 京都市立安井小學校 - 京都市立西院小學校 - 京都市立山内小學校 - 京都市立梅津小學校 - 京都市立梅津北小學校 - 京都市立西京極小學校 - 京都市立西京極西小學校 - 京都市立葛野小學校 |

### 中學
| - 京都市立蜂岡中學校 - 京都市立太秦中學校 - 京都市立嵯峨中學校 - 京都市立四条中學校 - 京都市立西京極中學校 | - 京都市立梅津中學校 - 京都市立西院中學校 - 京都市立高雄中學校 - 京都市立宕陰中學校 - 京都市立雙丘中學校 | - 京都市立周山中學校 - 私立京都學園中學校 - 私立京都光華中學校 - 私立花園中學校 |

### 高等學校
| - 京都府立嵯峨野高等學校 - 京都府立北嵯峨高等學校 | - 京都府立北桑田高等學校 - 私立花園高等學校 | - 私立京都學園高等學校 - 私立京都外大西高等學校 - 私立京都光華高等學校 |

### 大學
- 花園大學
- 京都光華女子大學
- 京都外國語大學
- 京都嵯峨藝術大學

### 盲・聾・養護學校
- 京都市立鳴瀧總合養護學校
- 京都府立聾學校

### 其他
- 京都朝鮮第二初級學校
- 京都朝鮮第二中級學校

## 知名出身人物
- 有田芳生（參議院議員）
- 井上剛宏（造園家）
- 宇治みさ子（女演員）
- 金子侑司（職業棒球選手，隸屬埼玉西武獅）
- 北山亘基（職業球棒選手、隸屬北海道日本火腿鬥士）
- 三條美紀（女演員）
- 玉川みちみ（女演員）
- 中村武志（原職棒選手）
- 檜山進次郎（原職棒選手）
- 牧野省三（動畫導演）
- 桂小南（落語家）
- 吉岡里帆（女演員）
- 岡本慎太郎（橄欖球選手）
- 鳴瀧翔月（大相撲力士）

## 外部連結
- （日語） 京都市右京區公所的Facebook專頁